# Tannhäuser (opéra)
Pour les articles homonymes, voir Tannhäuser (homonymie).
Personnages
- Hermann, Landgrave de Thuringe (basse)
- Chevaliers et Minnesänger :
  - Tannhäuser (ténor)
  - Wolfram von Eschenbach (baryton)
  - Walther von der Vogelweide (ténor)
  - Biterolf (basse)
  - Heinrich der Schreiber (ténor)
  - Reinmar von Zweter (basse)
- Elisabeth, nièce d'Hermann (soprano)
- Vénus (soprano ou mezzo-soprano)
- Jeune berger (soprano)
- Quatre pages (soprano et alto)

Airs
- Ouverture
- Chœur des pèlerins — Acte I; Acte III
- Dich, teure Halle, grüß ich wieder (Elisabeth) — Acte II
- Freudig begrüßen wir die edle Halle (chœur) — Acte II
- Blick ich umher in diesem edlen Kreise (Wolfram) — Acte II
- Allmächtge jungfrau (Elisabeth) — Acte III
- O, du mein holder Abendstern (Wolfram) — Acte III
- Inbrunst im Herzen (Tannhaüser) — Acte III

Tannhäuser est un opéra de Richard Wagner, auteur du livret et de la musique.
C'est son cinquième opéra et le deuxième de ses dix opéras principaux régulièrement joués à Bayreuth. Il porte la référence WWV 70 du catalogue de ses œuvres. Son titre complet est Tannhäuser et le Tournoi des chanteurs à la Wartburg.
Cet opéra a deux thèmes principaux : l’opposition entre amour sacré et amour profane, et la rédemption par l’amour, thème qui traverse l’ensemble de l’œuvre de Wagner.
L'opéra fut créé le 19 octobre 1845 à Dresde sous la direction de Wagner, alors âgé de 32 ans. Ensuite, Wagner révisa le livret et la partition à plusieurs reprises. Une version remaniée dite « de Paris » fut montée à l’opéra Le Peletier le 13 mars 1861 grâce au soutien de la princesse Pauline de Metternich, épouse de l'ambassadeur d'Autriche ; malgré l’ajout d’un ballet après l’ouverture destiné à se concilier le goût des Parisiens, un chahut organisé par les habitués de l’opéra traditionnel provoqua un échec retentissant, qui conduisit Wagner à arrêter les représentations après la troisième.

## Argument

### Présentation générale
Les thèmes-clés sont l’opposition entre l’amour sacré et l’amour profane, ainsi que la rédemption par l’amour, thème qui traverse l’ensemble de l’œuvre de Wagner.
L'action se situe près d'Eisenach, en Thuringe (Allemagne), au début du treizième siècle.

### Acte I
La scène se passe au Venusberg (dans le massif dit Hörselberge (de), près d'Eisenach).
Tannhäuser, ancien Minnesänger,  y est captif consentant de la déesse Vénus, dans la « grotte d'amour » de la déesse, située au cœur de la montagne (Louis II de Bavière fit construire dans son château de Linderhof une 'Grotte de Vénus'). Son amour pour elle s'est tari, et il aspire de nouveau à la liberté, à la nature et à l'amour de Dieu. Dans un air fameux dit 'Hymne à Vénus', Tannhäuser exprime à Vénus sa gratitude pour ses bienfaits mais aussi son désir irrévocable de la quitter. La déesse réagit violemment et lui déclare que jamais plus il ne trouvera le salut. Tannhäuser dit alors que son salut viendra de la Vierge Marie, dont la seule évocation du nom provoque la disparition soudaine du Venusberg.
Tannhäuser se retrouve dans la campagne près de la Wartburg ; c'est le printemps, un jeune berger chante la gloire de la belle saison qui s'annonce et des pèlerins qui reviennent de Rome. En entendant leur chant, Tannhäuser est pris de profonds remords pour ses actions et d'un grand désir de rédemption.
Surviennent le landgrave Hermann de Thuringe de retour de chasse, accompagné de chevaliers : Wolfram von Eschenbach, Walther von der Vogelweide, Biterolf, Reinmar von Zweter et Heinrich der Schreiber, tous Minnesänger. Ils accueillent avec joie le retour du jeune chanteur, compagnon apprécié de leurs joutes lyriques, qui autrefois avait fui la cour de la Wartburg, et le prient de revenir parmi eux. Tannhäuser refuse, les priant de le laisser poursuivre sa route. Wolfram le prie alors de revenir auprès d'Elisabeth, la nièce du landgrave : à l'évocation de ce nom, Tannhäuser, qui était et reste amoureux de la jeune femme, semble touché par la grâce et accepte de revenir à la Wartburg.

### Acte II

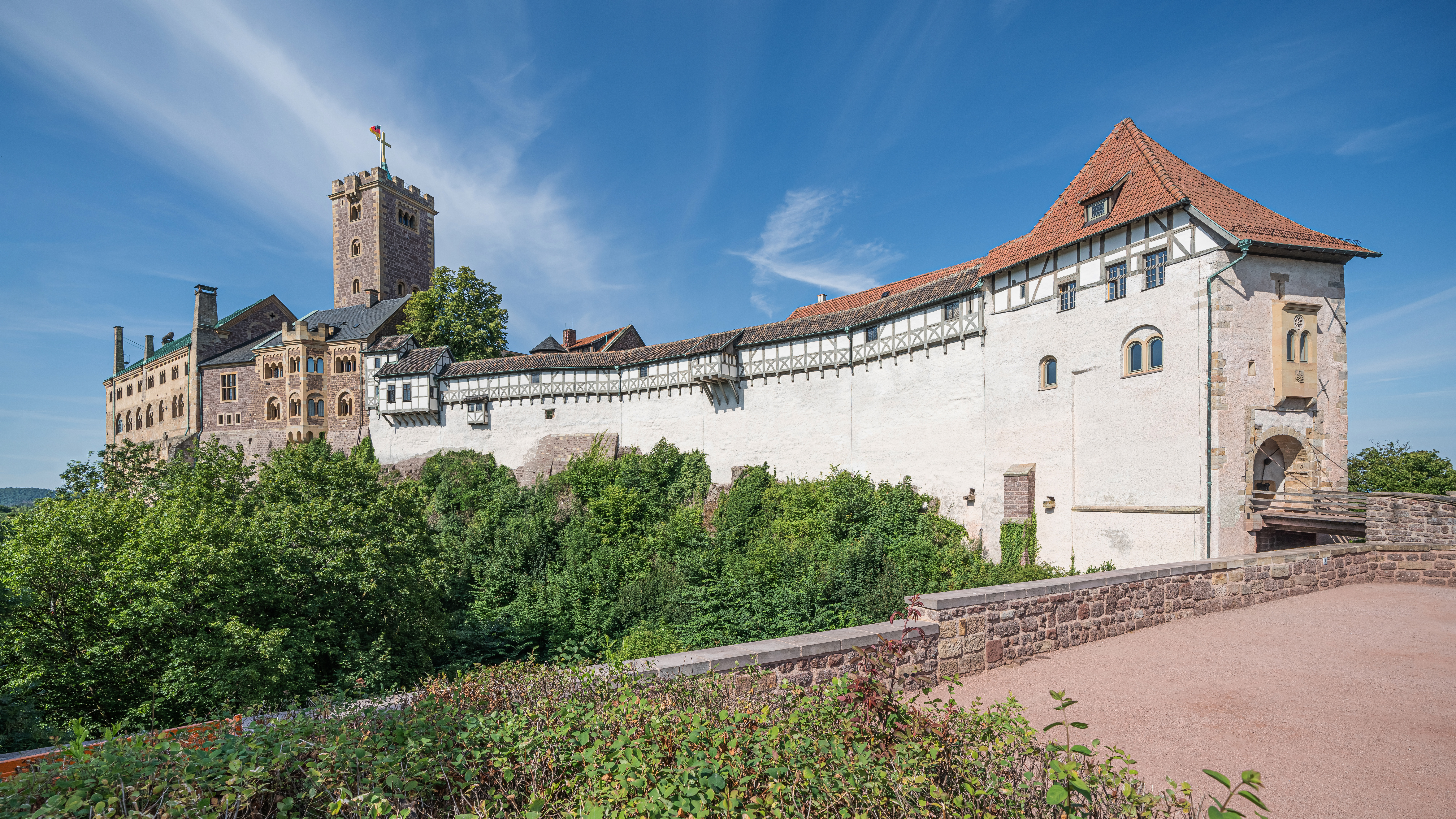
Le château de la Wartburg, à Eisenach.

Dans la grande salle d'apparat de la Wartburg, où se déroulent les concours de chant entre Minnesänger.
Elisabeth, la nièce du landgrave, aime toujours Tannhäuser elle aussi. Emplie de joie en apprenant que Tannhäuser est de retour, elle salue cette salle (Dich teure Halle grüß ich wieder = « Je te salue de nouveau, chère salle », Chant d'Entrée d'Elisabeth) où elle n'est jamais revenue depuis le départ de celui-ci. Tannhäuser arrive, les deux amoureux exultent. Elisabeth exprime le malheur dans lequel elle a vécu depuis son départ inexpliqué. Tannhäuser dit qu'elle doit remercier Dieu d'avoir permis le miracle de son retour.
Le landgrave accueille les invités pour le concours de chant, dont le thème sera l'éveil de l'amour. Elisabeth accordera un vœu au vainqueur, quel qu'il soit. Wolfram est le premier à chanter; il décrit l'amour comme un sentiment pur qui ne doit jamais être troublé. Tannhäuser réplique en vantant l'amour sensuel, ce qui provoque l'ire de Biterolf et de Walther qui soutiennent le sentiment de Wolfram.
Tannhäuser, au comble de l'extase, finit par chanter sa louange à Vénus et déclarer qu'il a passé tout le temps de son absence avec elle dans le Venusberg. C'est pour l'assistance une horreur et un scandale blasphématoires. Les chevaliers tirent l'épée pour sommairement exécuter Tannhäuser. Il ne doit son salut qu'à la pitié d'Elisabeth, qui intercède pour lui, car tout pécheur a droit à miséricorde. Le landgrave condamne Tannhäuser à se joindre aux pèlerins de Rome et à aller à pied implorer son pardon du pape lui-même. Tannhäuser quitte la Wartburg.

### Acte III
La vallée de la Wartburg.

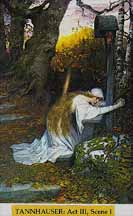
Acte III, scène I.

Un an s'est passé. Les pèlerins sont de retour. Elisabeth, accompagnée de Wolfram, guette leur passage, cherchant ardemment Tannhäuser parmi eux. Mais il n'y est pas. Elle tombe à genoux et adresse à la Vierge une fervente prière : elle offre sa vie pour que la rédemption soit accordée à Tannhäuser.
Elle retourne ensuite le cœur brisé vers la Wartburg, refusant le secours de Wolfram, qui offre de l'accompagner. Wolfram, animé d'un amour chaste et dévoué pour elle, pressent la mort prochaine de la jeune femme ; s'adressant à l'Étoile du Soir (Romance à l'Étoile : « Ô du mein holder Abendster » - « Ô ma belle étoile du soir»), il lui demande qu'Elisabeth devienne un ange au ciel comme elle fut un ange sur la terre.

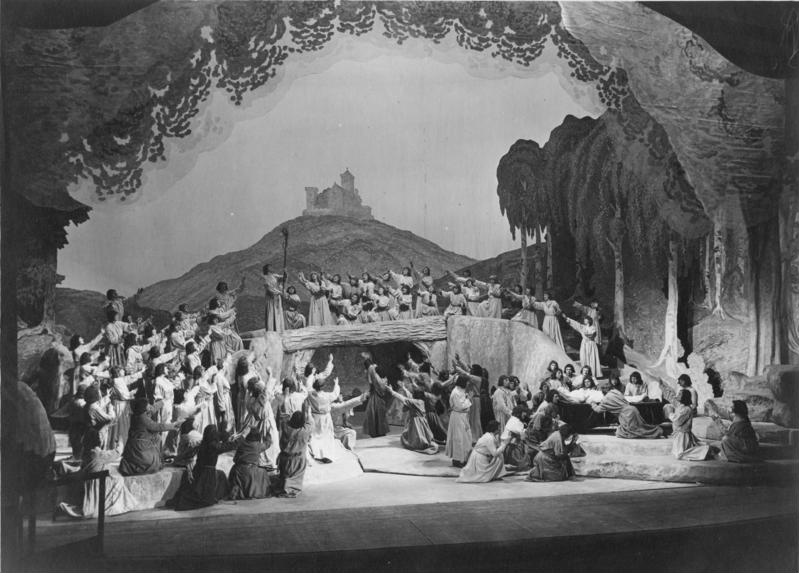
Fin de Tannhäuser, Bayreuth, 1930.

Un pèlerin solitaire et dépenaillé arrive : c'est Tannhäuser. Celui-ci décrit  comment le Pape, devant l'horreur de son crime inexpiable, lui refusa le pardon aussi longtemps que son bâton pastoral ne pourrait reverdir (air du Récit [ou Retour] de Rome — « Romerzählung »).
Désespéré, Tannhäuser veut retourner au Venusberg. Vénus apparaît, appelant son amant à la rejoindre. Tannhäuser va céder lorsque Wolfram l'adjure de rester en souvenir d'Elisabeth. À ce nom, Tannhäuser reste pétrifié sur place et Vénus, folle de rage, disparaît.
Une procession funéraire apparaît, portant le corps d'Elisabeth. Tannhäuser meurt à son tour, à nouveau touché par la grâce, en implorant Élisabeth de Hongrie de prier pour lui. Un groupe de jeunes pèlerins arrive, chantant le miracle survenu à Rome : ils sont porteurs du bâton pastoral du pape, qui a reverdi.

### Sources de l'argument
L'argument de l'opéra mêle plusieurs éléments que l’on trouve répartis dans plusieurs sources dont Wagner disposait dans les années 1830 (voir la liste dans la Bibliographie). L'argument est fondé sur deux légendes germaniques, celle de la Guerre des Chanteurs au château de la Wartburg, d'une part, et la Ballade de Tannhäuser, d'autre part, avec insertion du concours de chant entre le retour de Tannhäuser du Venusberg et sa visite au pape. Wagner y mêle la légende de Sainte Élisabeth de Hongrie, très librement remaniée.
Les personnages sont pour la plupart des personnages historiques de la littérature allemande du XIIIe siècle : Tannhäuser est un Minnesänger, dont les dates exactes de naissance et de mort sont inconnues, mais dont l’activité est attestée dans la période 1245-1265 - dans le duo du II entre Elisabeth et lui, elle l’appelle ‘Heinrich’, mais c’est une invention de Wagner, le véritable prénom reste inconnu ; Wolfram von Eschenbach (ca. 1160/80-ca. 1220) ; Walther von der Vogelweide (ca. 1170-ca. 1230) ; Reinmar von Zweter (ca. 1200-ap. 1248) ; Heinrich der (tugendhafte) Schreiber, dont l’activité est connue dans la période 1208-1228 ; Biterolf, poète dont l'existence n'est pas fermement attestée, mentionné par Rudolf von Ems (ca. 1200-1254 ?) dans son épopée Alexandre comme l'auteur d'une légende sur Alexandre et de textes de chansons.

## Analyse musicale

### Durée
Selon les interprétations, Tannhäuser dure entre 2 h 50 et 3 h 30 environ. Les durées suivantes ont été notées : 2 h 50 (Otmar Suitner, Bayreuth, 1964) et 3 h 28 (Siegfried Wagner, Bayreuth, 1904).

### Liste de pièces célèbres
Pièces orchestrales
- Ouverture
- Bacchanale du Venusberg

Pièces vocales
- Hymne à Vénus (Tannhäuser, acte I, scène 2)
- Chœur des pèlerins (acte I, scène 3 ; acte III, scène 1)
- Air d'entrée d'Elisabeth (Elisabeth, acte II, scène 1)
- Prière d'Elisabeth (Elisabeth, acte III, scène 2)
- Romance à l'Étoile (Wolfram, acte III, scène 2, « Ô du mein holder Abendstern »)
- Récit de Rome (Tannhäuser, acte III, scène 3)

### Thèmes musicaux
Selon Albert Lavignac, les principaux leitmotifs de Tannhäuser sont au nombre de cinq. Au cours de l’œuvre, ils sont présents aux moments indiqués dans le tableau suivant. Il y a lieu d’ajouter certains thèmes importants et célèbres que Lavignac ne fait pas figurer dans le tableau, à savoir ceux, dit-il, « ayant un caractère indépendant, qui sont dans la mémoire de tous, et d’une riche abondance dans Tannhäuser », tels que le Chœur des Pèlerins ou l’Hymne à Vénus.
| TANNHÄUSER PRINCIPAUX LEITMOTIFS (*) | Ouver- ture | 1er ACTE  | 1er ACTE  | 1er ACTE | 1er ACTE | 2e ACTE | 2e ACTE | 2e ACTE | 2e ACTE | 2e ACTE | 2e ACTE | 3e ACTE | 3e ACTE | 3e ACTE | 3e ACTE | 3e ACTE | 3e ACTE |
| ------------------------------------ | ----------- | --------- | --------- | -------- | -------- | ------- | ------- | ------- | ------- | ------- | ------- | ------- | ------- | ------- | ------- | ------- | ------- |
| [Pr.= Prélude]                       |             | 1er tabl. | 1er tabl. | 2e tabl. | 2e tabl. | Pr.     |         |         |         |         |         | Pr.     |         |         |         |         |         |
| SCÈNES :                             |             | 1         | 2         | 3        | 4        |         | 1       | 2       | 3       | 4       | 5       |         | 1       | 2       | 3       | 4       | 5       |
| Le Venusberg                         | ■           | ■         | ..        | ..       | ..       | ..      | ..      | ..      | ..      | ..      | ■       | ..      | ..      | ..      | ■       |         |         |
| Le Chœur des Pèlerins                | ..          | ..        | ..        | ■        | ..       | ..      | ..      | ..      | ..      | ..      | ■       | ■       |         |         |         |         |         |
| Élisabeth                            | ..          | ..        | ..        | ..       | ■        | ..      | ..      | ..      | ..      | ..      | ..      | ..      | ..      | ..      | ..      | ..      | ■       |
| La Romance de Wolfram                | ..          | ..        | ..        | ..       | ..       | ..      | ..      | ..      | ..      | ..      | ■       | ..      | ■       |         |         |         |         |
| La Damnation                         | ..          | ..        | ..        | ..       | ..       | ..      | ..      | ..      | ..      | ..      | ..      | ■       | ..      | ..      | ■       |         |         |

(*) L’ordre de présentation des leitmotifs est celui de leur première apparition intégrale.

### Instrumentation
| Instrumentation de Tannhäuser                                                                                 |                                                                            |
| À l’orchestre                                                                                                 | Musique de scène                                                           |
| Cordes |                                                                            |
| premiers violons, seconds violons, altos, violoncelles, contrebasses, 1 (+1) harpe,                           | 0 (+1) harpe.                                                              |
| Bois |                                                                            |
| 3 flûtes, 1 piccolo (partie prise par la 3e flûte) 2 hautbois, 2 clarinettes, 2 bassons,                      | 1 cor anglais, 4 flûtes, 2 piccolos, 4 hautbois, 6 clarinettes, 6 bassons. |
| Cuivres |                                                                            |
| 4 cors, 3 trompettes, 3 trombones, 1 tuba,                                                                    | 12 cors, 12 trompettes, 4 trombones.                                       |
| Percussions                                                                                                   |                                                                            |
| 2 (+1) timbales, 1 triangle, 1 paire de cymbales, 1 tambourin, 1 grosse caisse, 0 (+1) paire de castagnettes, | 1 triangle, 1 paire de cymbales, 1 tambourin.                              |

Légende : les nombres entre parenthèses indiquent les instruments ajoutés dans la version de Paris, 1861.

### Analyse détaillée
Voir Albert Lavignac.

### Ouverture
L'ouverture est un résumé de l'opéra : d'abord, exposition andante maestoso de la mélodie du chœur des pèlerins en crescendo, qui s'éteint ensuite progressivement. Sans transition, un allegro expose le leitmotiv du Venusberg. Puis, de plus en plus théâtralement, résonne le leitmotiv du chant passionné de Tannhäuser, accompagné par la musique exprimant les menaces des chevaliers, pour atteindre son apogée dans un molto vivace mouvementé. La suite diffère selon les versions :
- Version de Dresde, 1845 : l'ouverture se termine avec le thème du chœur des pèlerins, qui revient majestueusement assai stretto en crescendo (exprimant le pardon final accordé enfin au héros) pour déboucher sur une brève et magistrale coda più Stretto.
- Version de Paris, 1861 : enchaînement avec un ballet, la Bacchanale du Venusberg.

## Histoire
Wagner a remanié Tannhäuser plusieurs fois. Un mois avant sa mort, « il dit qu'il doit encore au monde Tannhäuser. »
Il y a quatre versions.
| Version                    | Dates | Représentations                        | Évolutions |
| -------------------------- | --- | -------------------------------------- | --- |
| Version de Dresde          | Esquisse en prose : 22 juin-début juillet 1842 Livret : juillet 1842-avril 1843, Aussig, Teplice et Dresde | Création 19 octobre 1845 Dresde        | « Grand opéra romantique en trois actes » |
| Version de Dresde          | Musique : juillet 1843-13 avril 1845, Teplice et Dresde                                                    | Création 19 octobre 1845 Dresde        | « Grand opéra romantique en trois actes » |
| Deuxième version de Dresde | Livret : printemps 1847, Dresde                                                                            | À partir de la deuxième représentation | Réduction de la longueur du solo du pâtre (acte I). Réduction de la longueur du prélude de l’acte III. 1846 : réapparition de Vénus dans le finale (ajout d’une courte scène) 1847 : le cortège funèbre d’Elisabeth est rendu visible. |
| Deuxième version de Dresde | Musique : octobre 1845-mai 1847, Dresde, et septembre 1851, Zurich                                         | À partir de la deuxième représentation | Réduction de la longueur du solo du pâtre (acte I). Réduction de la longueur du prélude de l’acte III. 1846 : réapparition de Vénus dans le finale (ajout d’une courte scène) 1847 : le cortège funèbre d’Elisabeth est rendu visible. |
| Deuxième version de Dresde | Dédicace à Camille Érard.                                                                                  | À partir de la deuxième représentation | Réduction de la longueur du solo du pâtre (acte I). Réduction de la longueur du prélude de l’acte III. 1846 : réapparition de Vénus dans le finale (ajout d’une courte scène) 1847 : le cortège funèbre d’Elisabeth est rendu visible. |
| Version de Paris           | Livret : septembre 1859-mars 1861, Paris                                                                   | 13 mars 1861 opéra Le Peletier, Paris  | « Opéra en trois actes », en langue française. Traduction de Charles Nuitter supervisée par Wagner Remplacement de la pantomime, après l’ouverture, par un ballet, La Bacchanale du Venusberg (ajout d’une scène I de l’acte I). Ajout de personnages : les trois Grâces, des adolescents, de petits amours, satyres et faunes. Réécriture (en français) de l’intervention de Vénus (acte I, scène 2) Nom de Wolfram : « von Eschinbach » devient « von Eschenbach ». |
| Version de Paris           | Musique : août 1860-mars 1861, Paris                                                                       | 13 mars 1861 opéra Le Peletier, Paris  | « Opéra en trois actes », en langue française. Traduction de Charles Nuitter supervisée par Wagner Remplacement de la pantomime, après l’ouverture, par un ballet, La Bacchanale du Venusberg (ajout d’une scène I de l’acte I). Ajout de personnages : les trois Grâces, des adolescents, de petits amours, satyres et faunes. Réécriture (en français) de l’intervention de Vénus (acte I, scène 2) Nom de Wolfram : « von Eschinbach » devient « von Eschenbach ». |
| Version de Vienne          | Livret : août 1861, Vienne, et printemps 1865, Munich                                                      | 22 novembre 1875 Vienne                | « Action en trois actes », en langue allemande (« action » traduit « Handlung ») Texte (allemand) revu sur la version (française) de Paris Suppression de la fin de l’ouverture pour permettre une transition souple avec la Bacchanale du Venusberg. |
| Version de Vienne          | Musique : à partir de l’été 1861                                                                           | 22 novembre 1875 Vienne                | « Action en trois actes », en langue allemande (« action » traduit « Handlung ») Texte (allemand) revu sur la version (française) de Paris Suppression de la fin de l’ouverture pour permettre une transition souple avec la Bacchanale du Venusberg. |

Deux versions sont jouées couramment, en langue allemande : 1°) la deuxième version de Dresde (appelée par approximation « version de Dresde ») ; 2°) la version de Vienne (appelée par approximation « version de Paris »). Certaines productions choisissent des versions hybrides, obtenues en sélectionnant différentes variantes élémentaires dans les deux versions.

### Écriture et composition
Wagner a indiqué, dans deux œuvres, les lectures qui sont à l'origine du livret : Une communication à mes amis, en 1851, et son autobiographie, Ma Vie, en 1866/67. Les sources dont il a pu disposer dans les années 1830 figurent dans la section Bibliographie, incluant le poème de Heine qu’il ne mentionne pas.

### Création, 1845

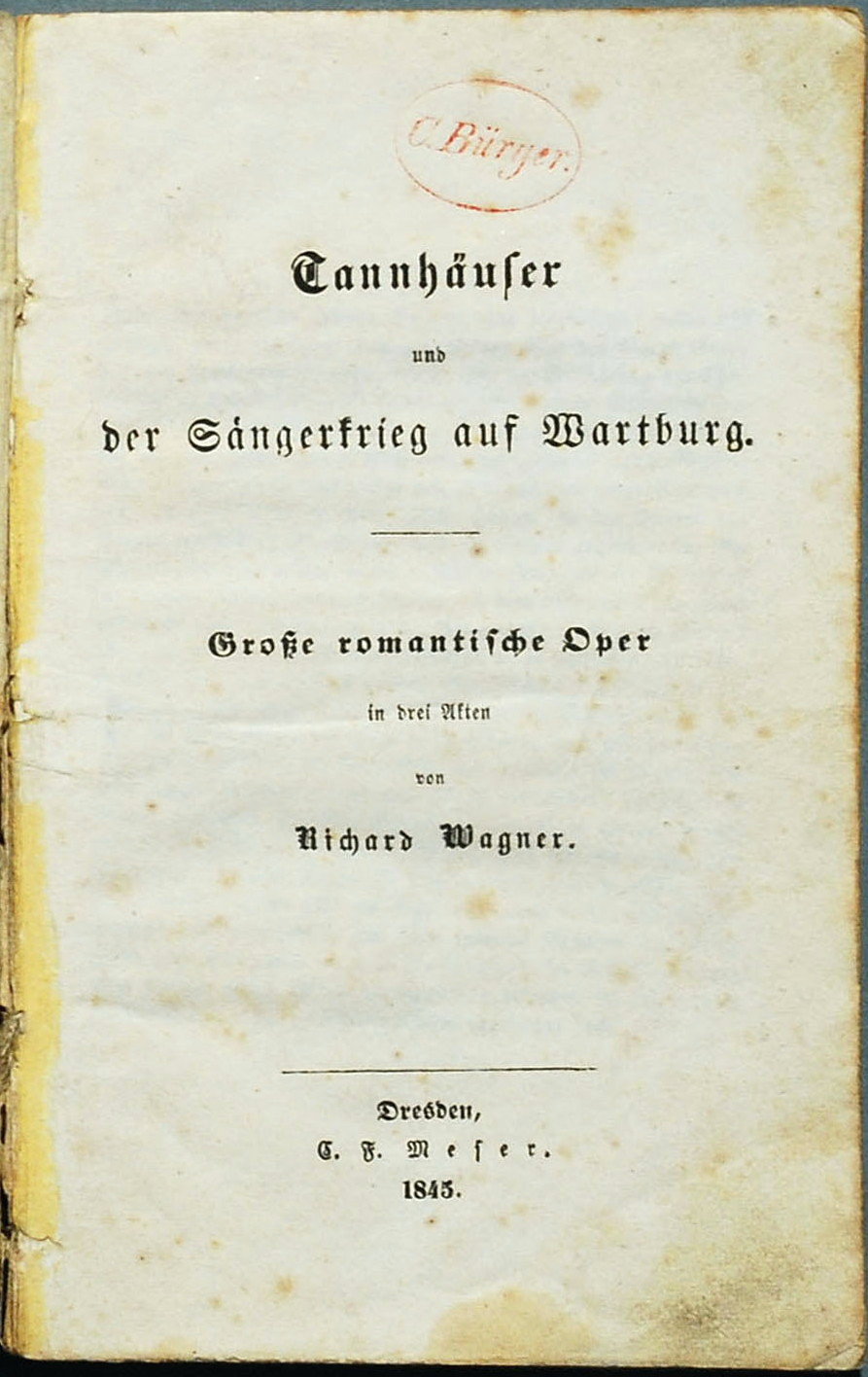
Livret de Tannhäuser,
1845, année de la création.

Tannhäuser fut créé le 19 octobre 1845 au Königlich Sächsisches Hoftheater (Opéra royal de la cour de Saxe) de Dresde, sous la direction de Wagner, avec sa nièce Johanna dans le rôle d’Elisabeth.

### Représentations de Paris, 1861
Le 13 mars 1861, l'opéra fut représenté en version française à l'Opéra de Paris, grâce à la princesse autrichienne Pauline von Metternich, belle-fille du fameux chancelier Autrichien et épouse de l'ambassadeur d'Autriche en France, très engagée dans la vie culturelle et mondaine du Second empire.

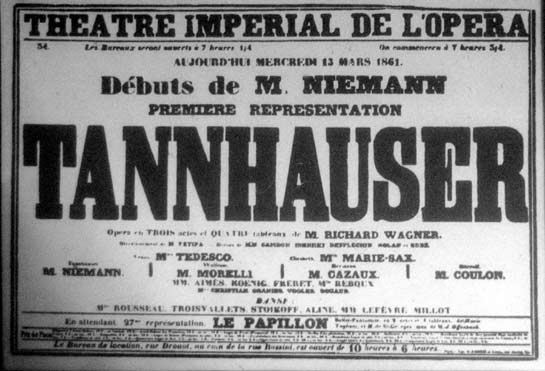
Affiche pour la première de Tannhäuser à l’opéra de Paris,
le 13 mars 1861.

Richard Wagner fit apparaître le Grand Ballet au premier acte. La direction de l'Opéra de Paris recommanda à Wagner de le faire apparaître de préférence au deuxième acte de façon que les membres du Jockey Club qui arrivaient après le premier acte, après le dîner, puissent voir leurs petites protégées du ballet. Wagner, par souci artistique, ne changea rien, ce qui déclencha une violente opposition de la part des habitués du Jockey Club qui sifflèrent lors des représentations.
Il n'y eut que trois représentations, les 13, 18 et 24 mars, ce qui fit perdre à Wagner beaucoup d'argent mais lui assura une renommée mondiale, ce scandale étant repris par la presse internationale.

### Réception
Avant 1861
- Franz Liszt publie un article sur Tannhäuser dans Le Journal des Débats politiques et littéraires le 18 mai 1849. C'est la première publication révélant l'importance de Wagner aux Français. Texte de l'article sur wikisource.
- Gérard de Nerval, qui a assisté à la première de Lohengrin à Weimar, le 28 août 1850, publie un compte rendu dans la presse : « C'est un talent original et hardi qui se révèle à l'Allemagne et qui n'a encore dit que ses premiers mots ». Voir texte de Lorely, ch. « Lohengrin » sur wikisource.
- Henri-Frédéric Amiel rend compte dans son Journal intime de la représentation du 28 mai 1857 à Genève, exécutée au théâtre par la troupe allemande de Zurich.
- Théophile Gautier va en 1857 à Wiesbaden en compagnie de plusieurs écrivains et musiciens français, notamment Ernest Reyer. Il évoque ce voyage dans L'Artiste, 11 octobre 1857. C'est lors de ce voyage qu'il assiste à une représentation de Tannhäuser, à la suite de laquelle il écrit l'article Richard Wagner et Tannhäuser, publié dans Le Moniteur Universel le 29 septembre 1857.
- À Paris, l’ouverture de Tannhaeuser est exécutée en concert en 1858 : voir la boîte déroulante ci-dessous.

- Début 1860, voulant faire connaître sa musique aux Parisiens en prévision des représentations à l’opéra Le Pelletier, Wagner dirige une sélection de ses œuvres[8] à trois reprises (25 janvier, 1er et 8 février) au Théâtre-Italien (l’actuelle salle Favart), parmi lesquelles des extraits de Tannhäuser (Marche et Chœur, Introduction du 3e acte et chœur des Pèlerins, Ouverture). Berlioz en fait le compte rendu, voir Concerts de Richard Wagner, la musique de l’avenir.

À l'occasion des représentations à l'opéra de Paris (mars 1861)
- Auguste de Gaspérini, annonce « l’événement musical de la saison » dans la Revue fantaisiste, 15 mars 1861 : voir la boîte déroulante ci-dessous. texte sur Gallica

- Des exemples de réactions de la critique musicale dans la presse parisienne, dans la seconde quinzaine de mars 1861 : voir la boîte déroulante ci-dessous.

- P. Scudo, Le Tannhäuser, de M. Richard Wagner, la Revue des Deux Mondes, 1er avril 1861, p. 759-770. Texte de l'article sur Gallica
- Charles Baudelaire, Richard Wagner et Tannhäuser à Paris, article paru dans la Revue européenne le 1er avril 1861 et repris ultérieurement dans L'Art romantique. Texte de l’article sur wikisource.
- Richard Wagner, Compte rendu du "Tannhäuser" à Paris (sous forme de lettre), article publié dans le supplément de la Deutsche Allgemeine Zeitung du 7 avril 1861. Texte de l'article sur wikisource

## Traductions du livret en français
- 1860. Traduction de Charles Nuitter, par révision complète d'une traduction d'Edmond Roche et Richard Lindau. Elle fut utilisée pour les représentations de mars 1861 à Paris ; nouvelle édition, 1934, Texte sur Gallica
- 1861. Traduction par Challemel-Lacour[9] ; dans Quatre Poèmes d'opéras traduits en prose française, précédés d'une lettre sur la musique, A. Bourdilliat et Cie ; texte sur IA
- 1896. Traduction par J. Arthur Delpit, Librairie Fishbacher. Texte sur Gallica

## Représentations notables

### En version de Dresde (1 ou 2)
- Création : Dresde, 19 octobre 1845 ; Richard Wagner, chef d'orchestre ; distribution : voir tableau ci-dessous.
- Représentation à Weimar sous la direction de Franz Liszt, le 16 février 1849
- Première en dehors d’Allemagne : Riga, le 18 janvier 1853.
- Première à Prague, 25 novembre 1854, Théâtre des États.
- Première en France[10] : Strasbourg, opéra du Rhin, 1855.
- Première aux États-Unis : New York, 4 avril 1859, Bowery Amphitheatre.
- Première en Angleterre : Londres, 6 mai 1876, Royal Opera House, Covent Garden.

### En version de Paris (3 ou 4)

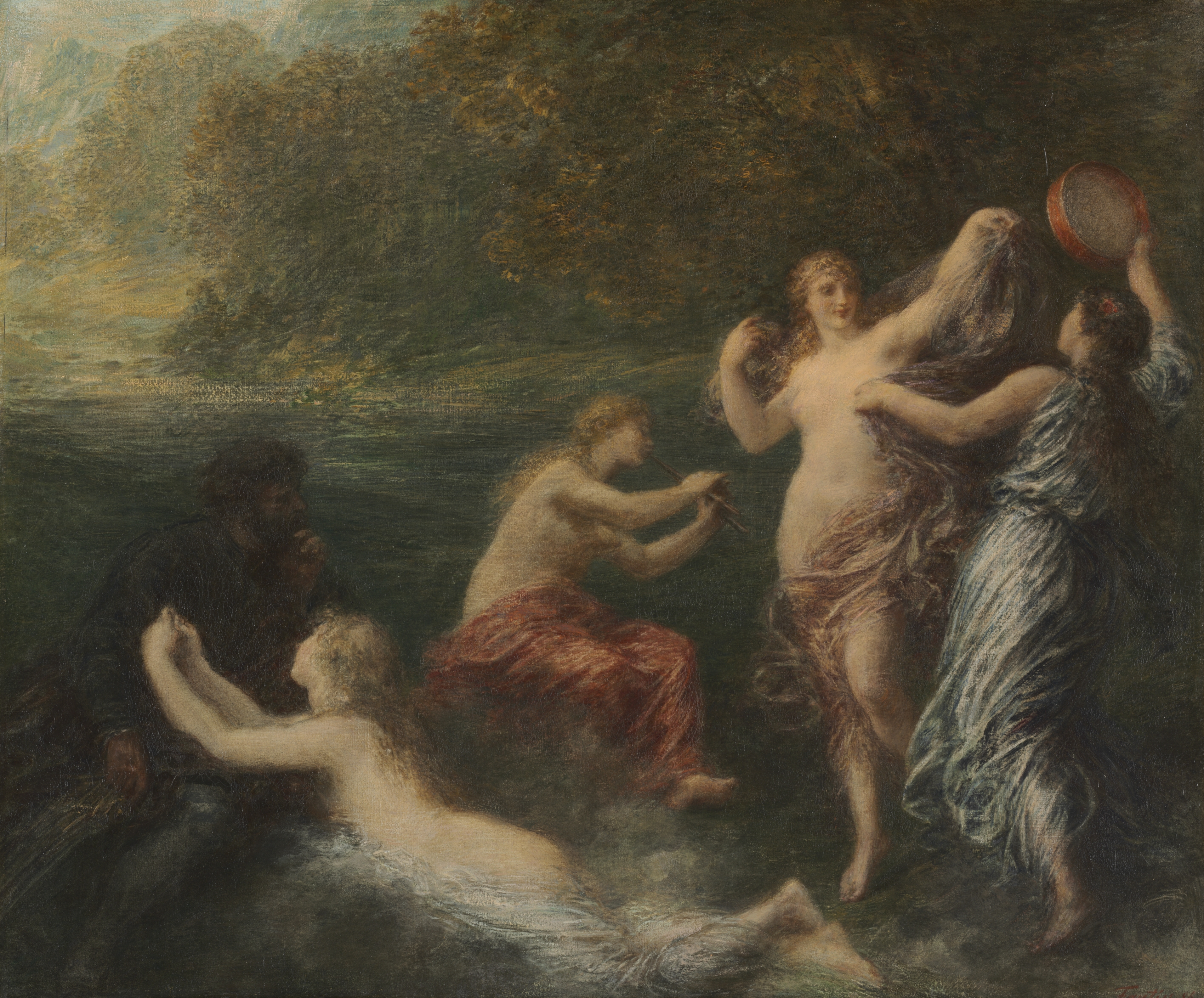
Tannhäuser
Henri Fantin-Latour, 1886
Cleveland Museum of Art

- Première à Paris : opéra Le Peletier, 13 mars 1861 ; Pierre-Louis Dietsch, chef d'orchestre ; Cambon, Édouard Desplechin et Rubé, décors ; Alfred Albert, costumes ; Marius Petipa, maître de ballet ; distribution : voir tableau ci-dessous.
- Première en Italie : Bologne le 7 novembre 1872 au Teatro Comunale, Angelo Mariani, chef d’orchestre ; Gottardo Aldighieri[11].
- Première en Belgique : Bruxelles, théâtre de la Monnaie, 20 février 1873 ;
- Première à Vienne (en réalité version 3 — de Vienne) : 22 novembre 1875.
- Première à New York : Metropolitan Opera, 30 janvier 1889.
- Première à Bayreuth : 1891 ; Felix Mottl, chef d’orchestre ; Julius Kniese et Heinrich Porges, directeurs des chœurs ; Virginia Zucchi, chorégraphe ; chanteurs : voir tableau de la section suivante.
- Premières dans quatre villes françaises : Lyon, 4 avril 1892 ; Toulouse 13 avril 1892 ; Nice 14 mars 1894 ; Nantes, 27 mai 1894.
- Reprise à Paris (première reprise depuis l’échec de 1861) : opéra Garnier, 13 mai 1895 ; Paul Taffanel, chef d'orchestre ; Alexandre Lapissida, metteur en scène ; Amable, Jambon et Eugène Carpezat, décors ; Charles Bianchini, costumes ; Virginia Zucchi, chorégraphe.
- Première à Londres : Royal Opera House, 15 juillet 1895.

### Distributions
| Rôle                       | Voix             | Création à Dresde 1845 (version de Dresde) | Première à Paris 1861 (version de Paris) | Première à Bayreuth (*) 1891 (version de Paris)     |
| -------------------------- | ---------------- | ------------------------------------------ | ---------------------------------------- | --------------------------------------------------- |
| Tannhäuser                 | ténor            | Josef Tichatschek                          | Albert Niemann                           | Max Alvarn ou Hermann Winkelmann ou Heinrich Zeller |
| Elisabeth                  | soprano          | Johanna Jachmann-Wagner                    | Marie Sax                                | Pauline de Ahna ou Elisa Wiborg                     |
| Vénus                      | mezzo ou soprano | Wilhelmine Schröder-Devrient               | Fortunata Tedesco                        | Pauline Mailhac ou Rosa Sucher                      |
| Wolfram von Eschenbach     | baryton          | Anton Mitterwurzer                         | Ferdinand Morelli                        | Theodor Reichmann ou Karl Scheidemantel             |
| Hermann                    | basse            | Georg Wilhelm Dettmer                      | Cazaux                                   | Georg Döring ou Heinrich Wiegand                    |
| Walther von der Vogelweide | ténor            | Max Schloss                                | Aymès                                    | Wilhelm Grüning                                     |
| Biterolf                   | basse            | Johann Michael Wächter                     | Coulon                                   | Emil Liepe                                          |
| Heinrich der Schreiber     | ténor            | Anton Curty                                | König                                    | Heinrich Zeller et August Wachtel                   |
| Reinmar von Zweter         | basse            | Karl Risse                                 | Fréret                                   | Franz Schlosser et Carl Bucha                       |
| Jeune berger               | soprano          | Anna Thiele                                | Mlle Reboux                              | Emilie Herzog ou Luise Mulder                       |
| Quatre pages               | soprano, alto    |                                            | Mlles Garnier, Christian, Vogler, Renaud |                                                     |

(*) Les chanteurs sont indiqués par Lavignac pour les sept représentations en 1891.

## Enregistrements
Voici quelques enregistrements, avec par ordre de citation : chef, chœur et orchestre (date) - Tannhäuser, Elisabeth, Vénus, Wolfram, le Landgrave (éditeur).
- Eduard Künneke, chœur de l'Opéra Royal de Berlin, Grand Orchestre Odeon (1909), acte 2 seulement - Fritz Vogelstrom, Annie Krull, (-), Hermann Well, Leon Rains (Minerva, 1998 - Preiser, 199?)
- Karl Elmendorff, Festival de Bayreuth (1930) - Sigismund Pilinsky, Maria Müller, Ruth Jost-Arden, Herbert Janssen, Ivar Andresen - (Pearl GEMM , Malibran, 1998 - Arkadia, 1999 - Naxos, 2001)
- Artur Bodanzky, Metropolitan Opera (1935) - Lauritz Melchior, Maria Müller, Dorothee Manski, Richard Bonelli, Ludwig Hofmann (Omega)
- Artur Bodanzky, Metropolitan Opera (1936) - Lauritz Melchior, Kirsten Flagstad, Margaret Halstead, Lawrence Tibbett, Emanuel List (Walhall, 1996 - Archipel, 2002)
- Carl Leonhardt, Radio de Stuttgart (1937) - Fritz Krauss, Trude Eipperle, Inger Karen, Karl Schmitt-Walter, Sven Nilsson (Preiser - Grammofono)
- Erich Leinsdorf, Metropolitan Opera (1939) - Eyvind Laholm, Kirsten Flagstad, Rose Pauly, Herbert Janssen, Emanuel List (Symposium, 1994 - Bensar, 2004)
- William Steinberg, Metropolitan Opera (1940) - Arthur Carron, Rose Bampton, Beal Hober, Mack Harrell, (?) - (Mike Richter, 2003)
- Erich Leinsdorf , Metropolitan Opera de New-York (1941) - Lauritz Melchior, Kirsten Flagstad, Kerstin Thorborg, Herbert Janssen , Emanuel List (Arkadia)
- George Szell, Metropolitan Opera (1942) - Lauritz Melchior, Helen Traubel, Kerstin Thorborg, Herbert Janssen, Alexander Kipnis (Music nd Arts - AS Discs - Radio Years - Archipel, 2002)
- Arthur Rother, chœur du Deutsche Oper Berlin, orchestre Symphonique de la Radio de Berlin (1943) - Max Lorenz, Maria Reining, Margarete Bäumer, Karl Schmitt-Walter, Ludwig Hofmann (BASF)
- Paul Breisach, Metropolitan Opera (1944) - Lauritz Melchior, Astrid Varnay, Marjorie Lawrence, Julius Huehn, Alexander Kipnis (Gebhardt, 2001)
- Fritz Stiedry, Metropolitan Opera (1948) - Lauritz Melchior, Helen Traubel, Astrid Varnay, Herbert Janssen, Mihaly Szekely (Myto, 1993, 1999)
- Leopold Ludwig, Städtische Oper Berlin (1949) - Ludwig Suthaus, Martha Musial, Paula Büchner, Dietrich Fischer-Dieskau, Josef Greindl (Gebhardt, 2000 - Walhall, 2005)
- Kurt Schröder, chœur de la Radio de Hesse, orchestre Symphonique de la Radio de Francfort (1949) - Günther Treptow, Trude Eipperle, Aga Joesten, Heinrich Schlusnus, Otto von Rohr (Gebhardt, 2001 - Preiser, 2001)
- Karl Böhm, Teatro San Carlo de Naples (1950) - Hans Beirer, Renata Tebaldi, Livia Pery, Petre Munteanu, Boris Christoff (Hardy Classic, 1999)
- Robert Heger, Opéra de Bavière (1951) - August Seider, Marianne Schech, Margarete Bäumer, Karl Paul, Otto von Rohr (Acanta - Preiser, 2002 - Cantus, 2003 - Membran, 2006)
- Artur Rodziński, Teatro Comunale di Firenze (1953) - Set Svanholm, Hertha Wilfert, Margarete Kenney, Hans Blessin, Arnold van Mill (Omega - Golden Melodram, 2006)
- Joseph Keilberth, Festival de Bayreuth (1954) - Ramón Vinay, Gré Brouwenstijn, Hertha Wilfert, Dietrich Fischer-Dieskau, Josef Greindl (Melodram - Laudis - Golden melodram, 1998 - Archipel, 2004 - Opera d'oro, 2005)
- George Szell, Metropolitan Opera (1954) - Ramón Vinay, Margaret Harshaw, Astrid Varnay, George London, Jerome Hines (Sony Classical)
- André Cluytens , Festival de Bayreuth (1955) - Wolfgang Windgassen, Gré Brouwenstijn, Herta Wilfert, Dietrich Fischer-Dieskau, Josef Greindl - (Golden Melodram, 2002 - Orfeo, 2004 - Walhall, 2006)
- Rudolf Kempe, Metropolitan Opera (1955) - Ramon Vinay, Astrid Varnay, Blanche Thebom, George London, Jerome Hines (Adonis, 1999 - Walhall, 2005)
- Karl Böhm, Teatro San Carlo (1956) - Rudolf Lustig, Leonie Rysanek, Birgit Nilsson, Marcel Cordes, Gottlob Frick (Melodram - Nota Blu - Archipel - Walhall, 2006)
- Artur Rodziński, RAI de Rome (1957) - Karl Liebl, Gré Brouwenstijn, Hertha Wilfert, Eberhard Waechter, Deszö Ernster (Datum, 1995 - Living Stage, 2001)
- Sixten Ehrling, Opera Royal de Suède (1959) - Set Svanholm, Anna-Greta Söderholm, Margarita Bergström, Sigurd Björling, Leon Björker (Caprice, 2007)
- Franz Konwitschny, Chœur et orchestre du Staatsoper de Berlin (1960) - Hans Hopf, Elisabeth Grümmer, Marianne Schech, Dietrich Fischer-Dieskau, Gottlob Frick - (EMI).
- Georg Solti, Metropolitan Opera (1960) - Hans Hopf, Leonie Rysanek, Irene Dalis, Hermann Prey, Jerome Hines (Omega)
- Wolfgang Sawallisch, Festival de Bayreuth (1961) - Wolfgang Windgassen, Victoria de los Ángeles, Grace Bumbry, Dietrich Fischer-Dieskau, Josef Greindl (Myto)
- Wolfgang Sawallisch , Bayreuth (1962) - Windgassen, Silja, Bumbry , Waechter, Josef Greindl - (3xLP Philips, rééd. 3xCD Philips Classics 1992).
- Oscar Danon, Chicago Lyric Opera (1963) - Dimiter Ouzounov, Régine Crespin, Grace Bumbry, Raymond Wolansky, William Wildermann (Opera Lovers, 2008)
- Herbert von Karajan, Wiener Staatsoper (1963) - Hans Beirer, Gré Brouwenstijn, Christa Ludwig, Eberhard Wächter, Gottlob Frick (Deutsche Grammophon)
- Otmar Suitner, Festival de Bayreuth (1964) - Wolfgang Windgassen, Leonie Rysanek, Barbro Ericson, Eberhard Wächter, Martti Talvela (Golden Melodram)
- André Cluytens, Festival de Bayreuth (1965) - Wolfgang Windgassen, Leonie Rysanek, Ludmilla Dvorakova, Hermann Prey, Martti Talvela (Omega - Opera Depot, 2007)
- Richard Karp, Palacio de Bellas Artes (1965) - Ticho Parly, Montserrat Caballé, Gilda Cruz-Romo, Hans Günther Grimm, William Wildermann (Opera Lovers, 2005)
- Carl Melles, Festival de Bayreuth (1966) - Jess Thomas, Leonie Rysanek, Ludmilla Dvorakova, Hermann Prey, Martti Talvela (Golden Melodram)
- Joseph Rosenstock, Metropolitan Opera (1966) - Pekka Nuotio, Birgit Nilsson, Thomas Stewart, John Macurdy (Opera Lovers)
- Horst Stein, San Francisco Opera (1966) - Jess Thomas, Régine Crespin, Janis Martin, Thomas Stewart, Walter Kreppel (Premiere Opera, 2005 - Fiori, 2008)
- Berislav Klobučar, Festival de Bayreuth (1967) - Jess Thomas, Anja Silja, Berit Lindholm, Hermann Prey, Tugomir Franc (Opera Depot, 2008)
- Wolfgang Sawallisch, Scala de Milan (1967) - Hans Beirer, Sena Jurinac, Janis Martin, Victor Braun, Martti talvela (Melodram - Myto, 2006)
- Otto Gerdes, Deutsche Oper Berlin (1968) - Wolfgang Windgassen, Birgit Nilsson, Birgit Nilsson , Dietrich Fischer-Dieskau, Theo Adam - (Deutsche Grammophon)
- Heinz Wallberg, Teatro La Fenice Venise (1969) - Ernst Kozub, Hildegard Hillebrecht, Sigrid Kehl, Kari Nurmela, Arnold van Mill (Mondo Musica, 2000)
- Georg Solti, Chœur du Wiener Staatsoper, Orchestre philharmonique de Vienne (1970) - Kollo, Dernesch, Ludwig, Victor Braun, Sotin - (Decca).
- Berislav Klobučar, Wiener Staatsoper (1971) - Hans Beirer, Leonie Rysanek, Gertrud Grob-Prandl, Eberhard Wächter, Gerd Nienstedt (Opera Depot, 2007)
- Erich Leinsdorf, Festival de Bayreuth (1972) - Hugh Beresford, Gwyneth Jones, Gwyneth Jones, Bernd Weikl, Hans Sotin (Opera Encyclopaedia, 2000)
- Wolfgang Sawallisch, Chœur Philharmonique de Prague, orchestre de la RAI de Rome (1972) - René Kollo, Gundula Janowitz, Mignon Dunn, Wolfgang Brendel, Manfred Schenk (Opera d'oro, 2001, 2005)
- Colin Davis, Opera Royal de Covent Garden (1973) - Wolfgang Kassel, Jessye Norman, Josephine Veasey, Norman Bailey, Karl Ridderbusch (Live Opera)
- Colin Davis, Bayreuth (1978) - Spas Wenkoff, Gwyneth Jones, Gwyneth Jones, Bernd Weikl, Hans Sotin - enregistrement vidéo, Deutsche Grammophon.
- James Levine, Metropolitan Opera (1982) - Richard Cassilly, Éva Marton, Tatiana Troyanos, Bernd Weikl, John Macurdy - enregistrement vidéo, Deutsche Grammophon
- Otmar Suitner, Staatskapelle Berlin (1982) - Spas Wenkoff, Celestina Casapietra, Ludmilla Dvorakova, Siegfried Lorenz, Fritz Hübner (Gala, 2005)
- Bernard Haitink, Radio Bavaroise (1985) - Klaus König, Lucia Popp, Waltraud Meier, Bernd Weikl, Kurt Moll - EMI
- Horst Stein, Chœur du Grand Théâtre de Genève, orchestre de la Suisse Romande (1986) - René Kollo, Elisabeth Connell, Stefania Toczyska, Wolfgang Schöne, Alfred Muff (FKM, 2000)
- Giuseppe Sinopoli, Festival de Bayreuth (1987) - Richard Versalle, Cheryl Studer, Sophia Larson, Wolfgang Brendel, Hans Sotin (Premiere Opera, 2009)
- Giuseppe Sinopoli, Royal Philharmonic Orchestra (1988) - Plácido Domingo , Cheryl Studer , Agnes Baltsa, Andreas Schmidt, Matti Salminen - (Deutsche Grammophon).
- Jiri Kout, Deutsche Oper Berlin (1992) - René Kollo, Anne Evans, Karan Armstrong, Siegfried Lorenz, Hans Sotin (Lyric)
- Daniel Barenboim, chœur du Staatsoper de Berlin, orchestre de la Staatskapelle Berlin (2001) - Peter Seiffert, Jane Eaglen, Waltraud Meier, Thomas Hampson, René Pape (Teldec, 2002)

## Arrangements pour piano
Des arrangements ont été réalisés par plusieurs compositeurs.
- Karl Klindworth, pour piano et chant, éditeur Schott & Co.
- Gustav F. Kogel, éditeur Adolph Furstner.
- August Horn, pour piano seul, éditeur C. F. Meser.

À signaler quelques paraphrases de Franz Liszt : S.442, Ouverture de Tannhäuser (1848) ; S.443, Chœur des pèlerins [1re/2de version] (1861, 1885) ; S.444, Romance à l’étoile (O du mein holder Abendstern) (1848) ; S.445, Deux pièces de Tannhäuser et Lohengrin (1852).

## Adaptations
- Un film muet a été tourné en 1913 : Tannhäuser de Lucius Henderson, avec James Cruze, Marguerite Snow et Florence LaBadie.
- L'opéra apparaît dans le film de 1991 La Tentation de Vénus (Meeting Venus) du réalisateur hongrois István Szabó.
- Dave a repris le thème du prélude dans la chanson Splendeur des jours.